# Robert Schick (Politiker)
Robert Schick (* 7. April 1812 in Ansbach; † 15. Februar 1887 in Suhl) war ein deutscher Jurist und Politiker.

## Leben
Schick studierte von 1830 bis 1836 Rechtswissenschaft an der Universität Breslau. Danach war er Oberlandesgerichtsreferendar in Breslau, ab 1844 Oberlandesgerichtsassessor, zunächst in Insterburg, ab 1846 in Naumburg an der Saale und seit 1848 in Weißensee. Von 1849 bis 1881 arbeitete er als Kreisgerichtsrat in Suhl.
Vom 3. Oktober 1848 bis 30. Mai 1849 war Schick für den Wahlkreis der Provinz Sachsen in Weißensee Mitglied der Frankfurter Nationalversammlung in der Fraktion Casino.
In den Jahren 1862/63 gehörte er dem linken Zentrum des Preußischen Abgeordnetenhauses an.